# Бразильские шашки

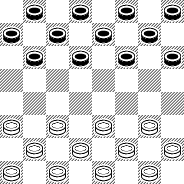
Начальное положение в бразильских шашках

Бразильские шашки (другое название — Малые польские шашки) — один из распространённых вариантов игры в шашки, наряду с русскими и международными (стоклеточными) шашками. Популярен в Бразилии, Польше (где называются классическими). Игра проводится на доске 8×8 клеток по правилам международных шашек.
По бразильским шашкам проводятся чемпионаты мира, различные турниры, а также чемпионаты Бразилии (с 1967 года), Польши (с 1991 года), Литвы (с 1993 года).

## Правила игры
Для игры используется доска 8×8 клеток и по 12 шашек чёрного и белого цвета. Шашки расставляются на чёрных полях первых трёх горизонтальных рядов с каждой стороны. Играющий белыми ходит первый, далее ходы делаются поочередно. Шашки делятся на простые и дамки. В начальном положении все шашки простые.
Правила хода
- Простая шашка ходит по диагонали вперёд на одну клетку. При достижении любого поля последней горизонтали, простая шашка превращается в дамку. Дамка обычно обозначается либо двумя шашками, поставленными друг на друга, либо перевернутой шашкой.
- Дамка ходит по диагонали на любое свободное поле как вперёд, так и назад.

Правила взятия
1. Взятие обязательно, если оно возможно. Шашки снимаются с доски лишь после того, как берущая шашка остановилась.
2. При взятии применяется правило турецкого удара — если при бое нескольких шашек противника шашка или дамка повторно выходит на уже побитую шашку, то ход останавливается (то есть, запрещается дважды брать одну и ту же шашку, при этом можно пересекать дважды одно и то же пустое поле).
3. Если есть несколько вариантов взятия, нужно выполнить тот из них, при котором снимается максимальное количество шашек соперника (независимо от их качества — и простая, и дамка считается одной шашкой). Если всё ещё вариантов несколько, можно выбрать любой из них. Если имеется выбор боя дамкой или простой, то можно брать любой из них, соблюдая и в этом случае правило взятия наибольшего количества шашек.
4. Если простая шашка в процессе взятия достигает дамочного поля и может бить дальше в роли простой шашки, то она этим ходом продолжает бой и остаётся простой. В противном случае она превращается в дамку и останавливается, а право боя по правилам дамки она приобретает лишь со следующего хода.

Выигрыш партии
Партия считается выигранной в следующих случаях:
- если у одного из соперников побиты все шашки;
- если шашки одного из участников заперты и он не может сделать очередной ход;
- если один из участников заявил о том, что сдаётся.

Ничейные окончания партий
Партия считается закончившейся вничью в следующих случаях:
- если один из участников предлагает ничью, а другой её принимает;
- при невозможности выигрыша ни одного из соперников;
- три (или более) раза повторяется одна и та же позиция (одно и то же расположение шашек), причём очередь хода каждый раз будет за одной и той же стороной.

Шашечная нотация
Все чёрные поля имеют номера (от 1 до 32). Нумерация доски начинается со стороны чёрных и идёт слева направо. Для записи хода простой шашки или дамки обозначают сначала поле, где шашка или дамка стояла, затем ставят тире и записывают поле, на которое она ставится (например: 8-12). При записи взятия (боя) вместо тире ставится двоеточие (например: 12:19, 11:18:27).

## Различия правил бразильских ирусских шашек
1. В случае если шашка при своем ходе имеет несколько вариантов боя шашек противника, выбирать обязательно тот, при котором бьётся большинство шашек противника (правило большинства).

2. Если имеется выбор боя дамкой или простой шашкой, то можно брать любой из них, но соблюдая и в этом случае правило взятия наибольшего количества шашек противника (правило большинства).

3. При транзитном перемещении в процессе выполнения боя через дамочное поле (дальняя горизонталь от играющего) шашка бьёт по правилам простой и, продолжая бить, покинув дамочное поле в рамках этого же хода, не превращается в дамку. Если же ход с боем завершается на дамочном поле, шашка в конце такого хода объявляется дамкой; при этом бить как дамка она сможет лишь со следующего хода.